# یواس‌اس پارا (۱۸۶۱)
یواس‌اس پارا (۱۸۶۱) (به انگلیسی: USS Para (1861)) یک کشتی بود که طول آن ۹۸ فوت (۳۰ متر) بود.